# Hyperlapse
Hyperlapse es una técnica fotográfica situada en el área del Time-lapse, en la que la posición de la cámara cambia de una toma, o de una foto, a la siguiente, para realizar un movimiento seguido entre las imágenes. Contrariamente a un time-lapse normal (Motion Timelapse) – típicamente realizado en un Travelling de la Cámara fotográfica en un vehículo andando sobre vías cortas- en el Hyperlapse la cámara se mueve por distancias amplias.

## Efecto fotográfico
El método cinematográfico del time-lapse, al ser una representación gráfica acelerada en tiempo real, está completado en el Hyperlapsing por un componente espacial (por eso también se llama „Raumraffer“, lo que significa Space-Lapse). La cámara gira por esas distancias amplias usualmente alrededor de un punto fijo preciso, y visualiza así la expansión del objeto localizado de una manera muy clara. Así, esa técnica fotográfica sirve especialmente para el ámbito de la Arquitectura.

## Requisitos técnicos
Un Hyperlapse, igual que un Stop motion, es grabado con una cámara fotográfica, cuyas imágenes Fotograma (Frames) son unidas en el montaje, construyéndose así un video entero (Así se desarrolló el nombre Stop-Motion Timelapse). En un Hyperlapse, la Cámara digital normalmente se concentra en un punto fijo, alrededor del cual ella se mueve por distancias amplias. Para poder superar las largas distancias sin ayuda de unas vías largas o de un Dolly, el camino normalmente se hace a pie con la cámara en un trípode (De ahí viene el nombre „Walklapse“). Las imágenes están alineadas y unificadas en la postproducción a una sola toma en movimiento. Sin embargo, ese procedimiento convierte el Hyperlapsing en una técnica fotográfica laboriosa.

## Historia
La palabra Hyperlapse fue creada por el Director de fotografía americano Dan Eckert, y fue marcada de manera decisiva por el artista Shahab Gabriel Behzumi y su video „Berlin Hyper-Lapse“ (2012). Es probable que el artista se haya inspirado, entre otros, en el director Godfrey Reggio y la famosa Trilogía qatsi Koyaanisqatsi, Powaqqatsi y Naqoyqatsi) (según Internet Movie Database), ya que fue conseguido un efecto fotográfico semejante impresionante y patético. Las tomas de Godfrey Reggio pertenecen a la categoría del time-lapse en movimiento (Motion Timelapse).

## Desarrollo del Hyperlapse
La técnica del Time-lapse sigue desarrollándose continuamente. La calidad de la imagen, como ejemplo, es aumentada por técnicas fotográficas más eficientes y la estabilización de las secuencias es mejorada por automatizaciones más potentes. Además, con la resolución de imagen máxima de las cámaras digitales siempre en aumento hay más libertad de acción en la Posproducción, porque una resolución alta permite alteraciones sintéticas del factor de zum sin pérdida de calidad visible. Eso aumenta también la dinámica e la secuencia. El primer Hyperlapse HDR en 4K fue creado por Sergio Navarro Casado en abril de 2016 en Madrid.

## Google Street View Hyperlapse
Google Street View Hyperlapse es una aplicación de la forma [[Open	Source]] de la agencia de diseño gráfico canadiense „Teehan + Lax“, que presenta la posibilidad de construir tours individuales con las	fotos de Google Streetview y seguirlos. El programa para el cálculode rutas de Google calcula el camino desde el punto de salida hasta el final y así genera un Travelling virtual. El StreetView	Hyperlapse permite al usuario por primera vez rotaciones interactivas de 360 grados con simultáneos y continuos cambios del punto de vista del fotógrafo virtual. Las secuencias generadas completan el Hyperlapsing en otra dimensión, al paso que antes no era posible para el espectador cambiar el punto de vista posteriormente dentro de una sola toma al pasar una secuencia en time-lapse. El StreetView Hyperlapsing también deja al usuario doméstico por primera vez con la posibilidad de practicar el Hyperlapsing en casa sin equipo	fotográfico, una vez que  no hay necesidad de utilizar un equipo de grabación. El único requisito es que el camino deseado haya sido grabado antes en imágenes panorámicas de 360 grados por el servicio de Google Street View. Por eso, en Alemania, crear las rutas en Hyperlapse normalmente solo es posible en ciudades grandes, mientras en otros países como en los EE. UU., existen imágenes con Google Street View de casi todas las partes del país.